# Menino (álbum de Carlinhos Veiga)
Menino é o segundo álbum de estúdio do cantor e compositor Carlinhos Veiga, lançado em 1999.
Neste disco, Carlinhos explora regravações. Fez uma releitura da música "Taças de Cristais", composição de Janires, gravada pelo Rebanhão no álbum Luz do Mundo (1983), além de "Enquanto se Discute", do Expresso Luz e também a composição "Salmo 40", de Guilherme Kerr Neto e Nelson Bomilcar. A faixa-título, "Menino", foi regravada no álbum Aurora me Raiou (2016).

## Faixas
1. "Menino"
2. "Ana Flor"
3. "Salmo 40"
4. "Vale Tentar"
5. "Enquanto se Discute"
6. "Morango e Jiló"
7. "Correr Atrás do Vento"
8. "Taças de Cristais"
9. "Sonhos Platinados"
10. "Homens de Dores"
11. "Gritos Calados"